# Many Kisses e altri successi
Many Kisses e altri successi è la seconda raccolta antologica del duo musicale italiano Chrisma, pubblicata nel 1999.

## Tracce
1. Many Kisses – 3:33
2. Cathode Mamma – 3:13
3. Lola – 2:52
4. Aurora B. – 5:06
5. Telegram – 5:10
6. Wanderlust – 2:13
7. We R – 3:48
8. Lover – 3:24
9. Rien Ne Va Plus – 3:29
10. R.Rock – 4:26

Durata totale: 37:14

## Formazione
- Christina Moser - voce, chitarra acustica
- Maurizio Arcieri - voce, sintetizzatore, chitarra elettrica